# Sender Düdelingen
Der Sendeturm Düdelingen (nach dem offiziellen Namen der Stadt auch als Sender Dudelange bezeichnet) ist ein 285 Meter hoher freistehender Stahlfachwerkturm zur Verbreitung von Fernseh- und UKW-Hörfunkprogrammen auf dem Ginsterberg in Düdelingen, Luxemburg. Die Antennen für UKW befinden sich jeweils in 240 Meter Höhe am Sendeturm und die Antennen für DVB-T jeweils in 260 und 285 Meter Höhe.

## Geschichte
Der Sendeturm Düdelingen wurde von 1956 bis 1957 errichtet und ist der zweithöchste freistehende Stahlfachwerkturm in Europa.
Am 31. Juli 1981 um 13:36 Uhr wurde der 300 Meter hohe Sendeturm Düdelingen von einem belgischen Militärflugzeug ungefähr in der Mitte getroffen und brach daraufhin entzwei. Die herabstürzenden Trümmerteile zerschlugen ein in der Nähe stehendes Haus und töteten das in diesem Haus lebende Ehepaar. Der Pilot der Unfallmaschine starb ebenfalls. Der Sendeturm wurde danach wieder aufgebaut, allerdings nicht mehr ganz so hoch wie vor dem Unfall.
Nach dem Unfall wurde die Sendeanlage Richtung Deutschland optimiert, was RTLplus terrestrischen Empfang in der Grenzregion (Saarland, Region Trier) in der Anfangsphase des deutschen Privatfernsehens ermöglichte.:27

## Frequenzen und Programme

### Analoger Hörfunk (UKW)
| Frequenz (MHz) | Programm                     | RDS PS   | RDS PI | Regionalisierung                  | ERP (kW) | Antennendiagramm rund (ND)/gerichtet (D) | Polarisation horizontal (H)/vertikal (V) |
| -------------- | ---------------------------- | -------- | ------ | --------------------------------- | -------- | ---------------------------------------- | ---------------------------------------- |
| 88,9           | RTL Radio Lëtzebuerg         | _RTL.lu_ | 7210   | –                                 | 100      | D (270–40°)                              | H                                        |
| 93,3           | RTL – Deutschlands Hit-Radio | RTLRADIO | 7111   | Luxemburg, Trier, Eifel, Saarland | 100      | D (50–110°, 220–290°)                    | H                                        |
| 100,7          | Radio 100,7                  | 100,7___ | 7212   | –                                 | 100      | D (230–90°)                              | H                                        |

### Digitales Fernsehen (DVB-T)
| Kanal | Frequenz (in MHz) | Multiplex                        | Programme im Multiplex                                      | ERP (in kW) | Antennen- diagramm rund (ND) / gerichtet (D) | Polarisation horizontal (H) / vertikal (V) |
| ----- | ----------------- | -------------------------------- | ----------------------------------------------------------- | ----------- | -------------------------------------------- | ------------------------------------------ |
| 7     | 191,50            | RTL Group Frankreich/Niederlande | - RTL 8 - Luxe TV (Luxembourg) - Radio: RTL (Frankreich)    | 25          | ND                                           | H                                          |
| 24    | 498               | RTL Group Belgien/Niederlande    | - RTL 4 - RTL 5 - RTL 7 - RTL TVI - Plug RTL - Club RTL     | 40          | D (40–50°, 310°, 350–360°)                   | H                                          |
| 27    | 522               | RTL Group Luxemburg              | - RTL Télé Lëtzebuerg - RTL Télé Lëtzebuerg HD - Den 2. RTL | 145         | D (40–50°, 310°, 350–10°)                    | H                                          |

### Analoges Fernsehen (PAL)
Der Betrieb des analogen Kanals 7 wurde 2004, der Betrieb der anderen beiden analogen Kanäle 2007 im Zuge der Umstellung auf DVB-T abgeschaltet.
| Kanal | Frequenz (MHz) | Programm            | ERP (kW) | Sendediagramm rund (ND)/ gerichtet (D) | Polarisation horizontal (H)/ vertikal (V) |
| ----- | -------------- | ------------------- | -------- | -------------------------------------- | ----------------------------------------- |
| 7     | 189,25         | RTL Television      | 100      | ND                                     | H                                         |
| 24    | 495,25         | RTL TVI             | 200      | D                                      | H                                         |
| 27    | 519,25         | RTL Télé Lëtzebuerg | 200      | D                                      | H                                         |

### Analoges Fernsehen (SECAM)
Der Betrieb dieses analogen Kanals wurde 2010 im Zuge der Umstellung auf DVB-T eingestellt.
| Kanal | Frequenz (MHz) | Programm | ERP (kW) | Sendediagramm rund (ND)/ gerichtet (D) | Polarisation horizontal (H)/ vertikal (V) |
| ----- | -------------- | -------- | -------- | -------------------------------------- | ----------------------------------------- |
| 21    | 471,25         | RTL9     | 1000     | D                                      | H                                         |